# 2022年埃里温爆炸
2022年埃里温爆炸是指2022年8月14日13时23分，亚美尼亚首都埃里温發生的爆炸。當時當地的一个烟花仓库發生爆炸，結果炸毀了附近的一家购物中心並引燃大火。 截至8月20日，爆炸造成16人死亡、63人受伤，其中9人失踪。8月17日至8月18日，亞美尼亞和阿尔察赫共和国宣佈這兩天為全國哀悼日。截至9月23日，有4人被提起訴訟，其中3人被逮捕。